# أماندا كولن
أماندا كولن (مواليد 1986) هي ممثلة دنماركية، اشتهرت بأفلام امرأة رهيبة (2017)، مؤامرة الإيمان (2016) و الانقسام معا (2016). ولعبت دور الأم في سلسلة إتش بي أو ماكس ربته الذئاب .

## حياتها
ولدت أماندا كولن في 4 مارس 1986 في الدنمارك.

## مسارها الفني
من عام 2015 إلى 2016، كانت كولن جزءاً من فرقة مسرح مونجو بارك، حيث لعبت دور القصص الخيالية لهانس كريستيان أندرسن، الأولاد لا يبكون وهاملت .  في عام 2017، تم ترشيح كولن للجائزة الدنماركية المكافئة لجائزة الأوسكار ، وجائزة روبرت، لدورها الداعم لراكيل، الأم الدينية لطفلين مختطفين في شباك التذاكر الدنماركي، قسم س: مؤامرة الإيمان من إخراج هانز بيتر مولاند.
لعبت كولن دور ماري في فيلم A Horrible Woman ، وفاز بجائزة روبرت وجائزة بوديل لأفضل ممثلة في دور رئيسي عام 2018.
في عام 2019، ظهرت كولين في فيلم Resin الذي تم ترشيحها لجائزة روبرت لأفضل ممثلة في دور داعم. وتلعب حاليا دور البطولة في مسلسل الخيال العلمي الدرامي لآرون جوزيكوفسكي Raised by Wolves من إنتاج HBO Max. 

## فيلموغرافيا

### السينما
| سنة  | عنوان                 | دور      | ملحوظات             |
| ---- | --------------------- | -------- | ------------------- |
| 2011 | شاغرة جدا             | موديل    | فيلم قصير           |
| 2012 | يزعم                  | سفيتلانا | فيلم قصير           |
| 2012 | حقيبة جلاس            | انيمون   | فيلم قصير           |
| 2014 | من أجل الصالح العام   | جوهان    | فيلم قصير           |
| 2014 | عنصر حقيقي            | خط       | أول فيلم روائي طويل |
| 2014 | عيون مغلقة            | امرأة    | فيلم قصير           |
| 2015 | نحو قمة الجبل         | ريبيكا   | فيلم قصير           |
| 2016 | قسم س: مؤامرة الايمان | راكيل    |                     |
| 2016 | في الغرفة المظلمة     | أولغا    |                     |
| 2017 | أرض مظلمة             | أماندا   |                     |
| 2017 | امرأة فظيعة           | ماري     |                     |
| 2019 | مادة صمغية            | رولد     |                     |
| 2019 | الاستثناء             | ماليني   |                     |

### التلفزيون
| سنة       | عنوان                            | دور                  | ملحوظات                                                 |
| --------- | -------------------------------- | -------------------- | ------------------------------------------------------- |
| 2013-2017 | Sjit يحدث                        | ليرك / أماندا        | 9 حلقات                                                 |
| 2014-2015 | بانكين: عادي جديد                | ريكي                 | 5 حلقات                                                 |
| 2015      | كلايس الحجرة                     | كارولين              | 1 حلقة                                                  |
| 2016      | الانقسام معا                     | شارلوت               | 4 حلقات                                                 |
| 2016      | ديتي ولويز                       | اكسبدينت             | 1 حلقة                                                  |
| 2017      | استرجاع                          | الفتاة ذات قوس الشعر | الحلقة: لينا رافن، سيمون إميل أميتزبول، يواكيم إنجفيرسن |
| 2017      | شيء ما روكين                     | تسجيل                | 2 حلقة                                                  |
| 2018      | قريب من الحقيقة مع جوناتان سبانج | ماري                 | 2 حلقة                                                  |
| 2018      | ثيو ودين ماجيسك تاليسمان         | أوراكليت             | 24 حلقة                                                 |
| 2020-2022 | ربته الذئاب                      | الأم                 | 18 حلقة                                                 |

### أشرطة الفيديو والموسيقى
| سنة  | عنوان            | دور              | ملحوظات            |
| ---- | ---------------- | ---------------- | ------------------ |
| 2016 | " أنت لست هناك " | الفتاة مع التفاح | أغنية لوكاس جراهام |

## روابط خارجية
- أماندا كولن في قاعدة بيانات الأفلام على الإنترنت